# Centropodia
Centropodia Rchb. é um género botânico pertencente à família Poaceae, subfamília Arundinoideae, tribo Danthonieae.
Suas espécies ocorrem na África e Ásia.

## Sinônimo
- Asthenatherum Nevski (SUS)

## Espécies
- Centropodia forskalii (Vahl) T.A.Cope
- Centropodia fragilis (Guinet & Sauvage) T.A.Cope
- Centropodia glauca (Nees) T.A.Cope
- Centropodia mossamedensis (Rendle) T.A.Cope